# Велибор Сикимић
Велибор Сикимић (Љубиње, 14. августа 1979), песник.

## Биографија
Велибор Сикимић рођен је у Љубињу. Основну школу и Гимназију завршио је у родним мјесту. Школовање наставља у Новом Саду, гдје је дипломирао на Прородно-математичком факултету, на Департману за математику и информатику.
Током студија био је активан члан Савета студената Природно-математичког факултета, а 2003. године изабран је за предсједника ове стидентске организације.
Активно је тренирао у теквондо клубу „Спортски центар Нови Сад” и носилац је црвеног појаса у овој корејској борилачкој дисциплини.
Радно ангажовање започиње као професор Рачунарства и информатике у гимназији „Исидора Секулић” у Новом Саду, након чега прелази у сектор ревизије и информационих технологија. Од 2014. године живи и ради у Дизелдолфу, у Њемачкој.

## Награде
За књигу пјесама „Звјездарник” добио је награду „Стражилово” која се додјељује за најбоље књиге објављене у едицији „Савремена поезија” Бранковог кола.